# Kostel svatého Mikuláše (Želeč)
Kostel svatého Mikuláše je římskokatolický farní kostel zasvěcený svatému Mikuláši v Želči v okrese Louny. Od roku 1964 je chráněn jako kulturní památka.

## Historie
Dochovaný barokní kostel vznikl v roce 1750 přestavbou a rozšířením staršího gotického kostela. Stavba, kterou projektoval žatecký architekt Johann Paul Loschy, přišla na 1013 zlatých. Později byl upravován ještě v roce 1842, kdy byla dostavěna věž.

## Stavební podoba a vybavení
Kostel s obdélným půdorysem je jednolodní. Před západní průčelí předstupuje hranolová věž se stanovou střechou zakončenou lucernou. Východní stranu uzavírá presbytář s trojbokým závěrem. K jeho severní straně je přiložena sakristie. Fasádu zdobí pásové rámce a interiér osvětlují segmentově uzavřená okna. Vnitřní vybavení je převážně novorománské z roku 1899, ale starší kazatelna se zprohýbanou stříškou, střapcovou čabrakou a andílky je rokoková. Socha svatého Pavla je z poloviny osmnáctého století. V lodi se nachází dřevěná kruchta z roku 1830.